# Helsingin NMKY
L'Helsingin NMKY è una società cestistica avente sede a Helsinki, in Finlandia. Fondata nel 1888, gioca nel campionato finlandese.

## Palmarès
- Campionato finlandese: 7

1946, 1947, 1983-84, 1984-85, 1986-87, 1988-89, 1991-92